# Maung Maung Lwin
Maung Maung Lwin (birmanisch မောင်မောင်လွင်; * 18. Juni 1995 in Rangun) ist ein myanmarischer Fußballspieler.

## Karriere

### Verein
Maung Maung Lwin unterschrieb seinen ersten Vertrag 2014 bei Hanthawaddy United. Der Verein aus Taungoo spielte in der zweiten Liga, der MNL-2. Im ersten Jahr wurde er mit dem Club Meister der Liga und stieg in die erste Liga, der Myanmar National League, auf. 2018 verließ er den Verein und schloss sich dem Ligakonkurrenten Yangon United an. Mit dem Verein aus Rangun wurde er 2018 Meister des Landes. Im gleichen Jahr wurde er als Spieler des Jahres ausgezeichnet. Ende Dezember 2021 zog es ihn nach Thailand. Hier unterschrieb er einen Vertrag beim Zweitligisten Lamphun Warriors FC. Am Ende der Saison feierte er mit dem Verein aus Lamphun die Meisterschaft der zweiten Liga und den Aufstieg in die erste Liga.

### Nationalmannschaft
Maung Maung Lwin durchlief einige Auswahlmannschaften der Myanmar Football Federation. Seit 2015 ist er fester Bestandteil der myanmarischen Nationalmannschaft.

## Erfolge
Hanthawaddy United
- Myanmarischer Zweitligameister: 2014  ▲

Yangon United	
- Myanmarischer Meister: 2018

Lamphun Warriors FC
- Thailändischer Zweitligameister: 2021/22  ▲

## Auszeichnungen
Myanmar National League
- Spieler des Jahres: 2018